# Нагорное шоссе
Наго́рное шоссе — улица в Северо-Западном административном округе Москвы. Начинается в районе Куркино и проходит по территории городского округа Химки, соединяя Ленинградское и Новокуркинское шоссе.

## Происхождение названия
История улицы восходит к началу XVI века, когда на этой местности находилось село Соколово. Первым известным его владельцем считается князь Борис Хилков. От его правнучки село вместе с приданым перешло советнику адмиралтейской коллегии А. Е. Зыбину. В период царствования Елизаветы I А. Е. Зыбин оказался замешан в «деле Лопухиных», за что был сослан в Сибирь, а Соколово перешло к дворянам Дивовым. В первой половине XIX века генерал-майор Н. А. Дивов расселил крестьян в другие свои имения, а из Соколово сделал дачу, которая сдавалась в наём состоятельным москвичам. В 1845—1846 годах в Соколове жили и работали: известный русский писатель и публицист Александр Иванович Герцен, переводчик и врач Н. Кретчер, публицист Николай Платонович Огарев. У них бывали в гостях крупнейшие деятели русской культуры: литератор Павел Васильевич Анненков, публицист Василий Петрович Боткин, переводчик Евгений Фёдорович Корш, журналист Иван Иванович Панаев, поэт Николай Алексеевич Некрасов, актер Михаил Семёнович Щепкин и другие.
Рядом с Соколовым находилось имение фабриканта Жиро — 300 десятин леса по обе стороны реки Сходни. После Октябрьской революции в Соколово был организован совхоз, а позднее, в 1930-х годах — дом отдыха «Нагорное», находившийся в ведении хозяйственного отдела управления делами ЦК КПСС. Левобережная часть дома отдыха, вплотную примыкающая к Куркину, слилась с селом, и ведущая к ней улица получила название Нагорная. Название дома отдыха перешло и на дачный поселок Нагорное, развившийся на месте Соколова.

## Развитие и реконструкция
Согласно распоряжению первого заместителя мэра Москвы Владимира Ресина № 7-Р3М от 11 января 2002 года, на Нагорном шоссе планировалось строительство подстанции скорой медицинской помощи на 10 машино-мест.

## Примечательные здания и сооружения
- Парк «Дубки»[4];
- Новолужинское кладбище (Химки, ул. Парковая, вл. 9)[5].